# شهرستان وانگجیانگ
شهرستان وانگجیانگ (به لاتین: Wangjiang County) یک شهرستان‌های جمهوری خلق چین در چین است که در انگینگ واقع شده‌است.